# Evert Gonesh

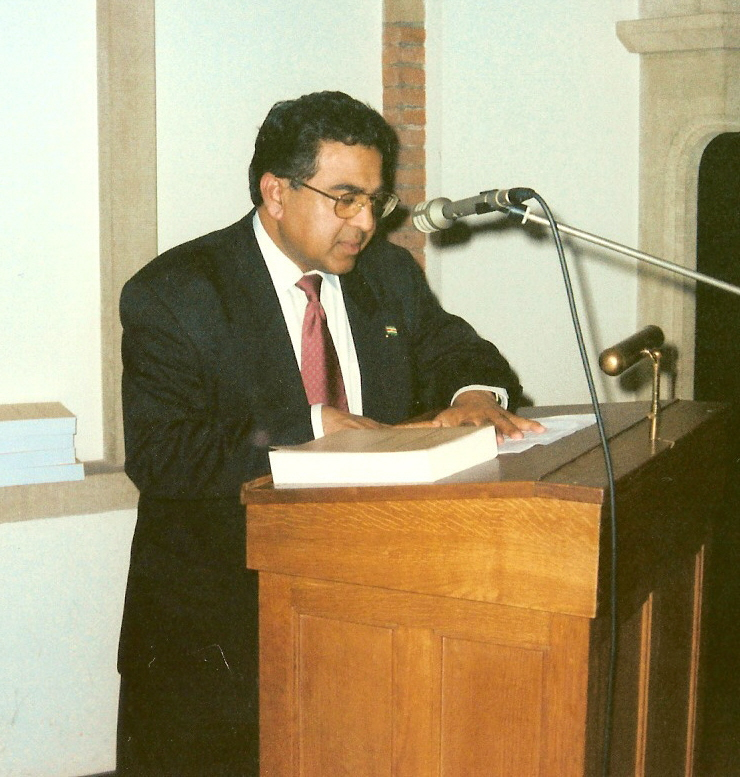
Gonesh in 1995

Evert Guillaume Gonesh (21 augustus 1938), voorheen bekend als Evert Guillaume Azimullah is een Surinaams voormalig diplomaat.
Na afronding van zijn opleiding aan de Algemene Middelbare School (AMS) in Suriname, vertrok Evert Gonesh naar Nederland voor de studie Politieke en Sociale Wetenschappen aan de Universiteit van Amsterdam.In 1971 studeerde Evert Gonesh als eerste Surinaamse politicoloog af en oriënteerde zich in opdracht van de regering van Suriname gedurende een jaar op het Nederlandse Ministerie van Buitenlandse Zaken. Vanaf 1972 was hij werkzaam op het Bureau Buitenlandse Betrekkingen in Paramaribo .Voorts was hij als deeltijds docent Volkenrecht en Internationale Betrekkingen verbonden aan de Universiteit van Suriname. In het kader van de naderende onafhankelijkheid van Suriname op 25 november 1975 werd Evert Gonesh belast met de coördinatie van het secretariële werk van de grondwetscommissie. Gonesh was tevens voorzitter van de Vlag- en Wapencommissiewelke tot taak kreeg het selecteren van door de samenleving ingediende ontwerpen betreffende de vlag van de nieuwe Republiek. Van 1980 tot 1983 was hij directeur van het Instituut voor Internationaal Recht en Internationale Betrekkingen in Paramaribo van waaruit in 1981 in samenwerking met onder meer het Braziliaanse Rio Branco Instituut en de UNITAR de eerste Surinaamse diplomatenopleiding werd georganiseerd. In 1983 volgde zijn aanstelling tot decaan van de Faculteit der Maatschappijwetenschappen van de Anton De Kom Universiteit van Suriname.

## Diplomaat
In 1988 werd Evert Gonesh voor de Republiek Suriname benoemd tot ambassaderaad in Brussel en van 1991 tot 1994 had hij als Tijdelijk Zaakgelastigde de leiding van de diplomatieke missie aldaar. In mei 1994 werd Gonesh als ambassadeur overgeplaatst naar Nederland en vanaf 1998 was hij tevens deken van het Corps Diplomatique. Begin 2001 ging hij met pensioen waarbij hij de onderscheiding Grootkruis in de Orde van Oranje-Nassau ontving. In 1998 was hij als eerste Surinaamse ambassadeur bij het Vaticaan door Zijne Heiligheid de Paus onderscheiden met het Grootkruis in de Orde van Sint Gregorius.

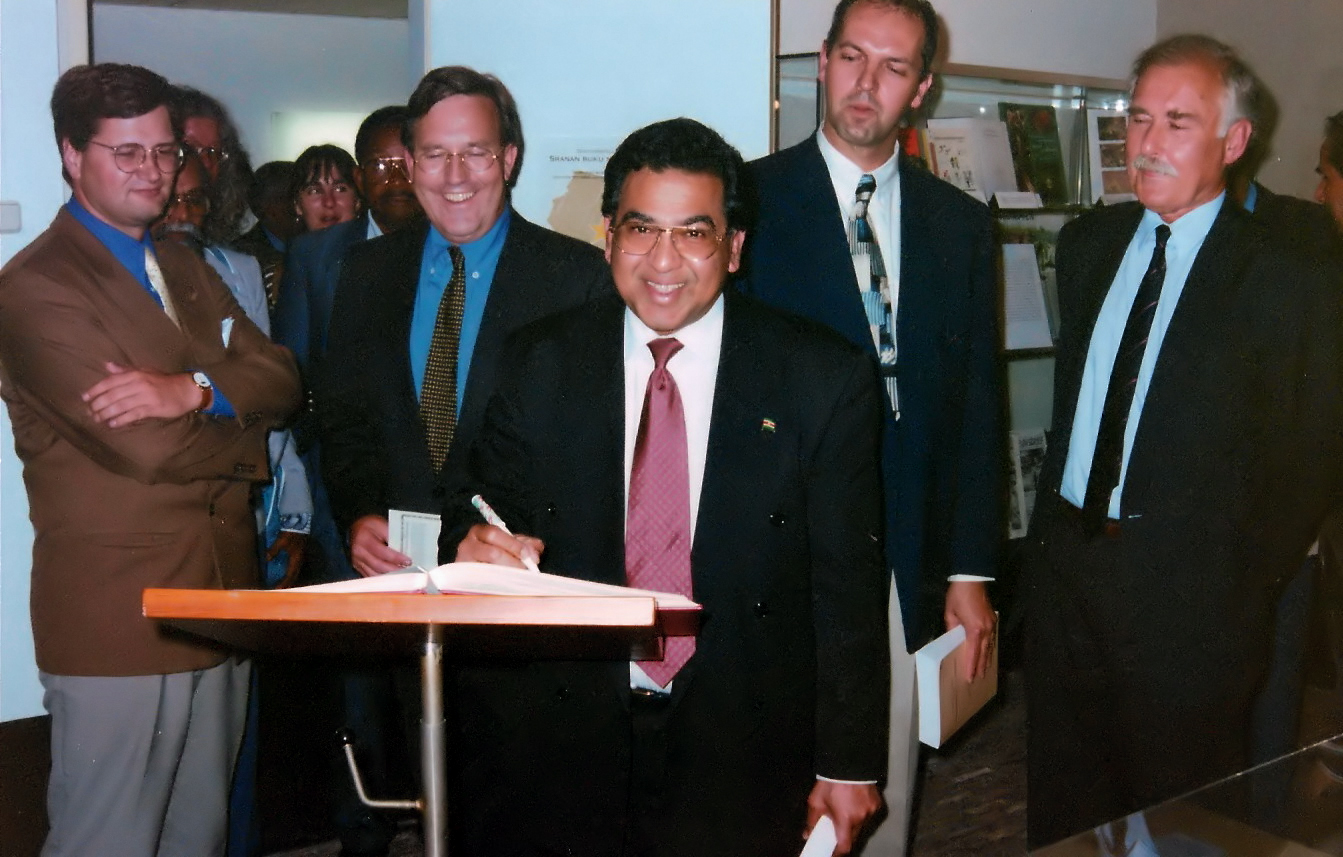
Ambassadeur drs. E.G. Gonesh signeert het gastenboek bij de aanbieding in 1995 van de Surinamecatalogus van de Universiteitsbibliotheek van Amsterdam van K. van Doorne en M.H.G. van Kempen; v.l.n.r. Jan Peter Balkenende (de latere minister-president), Norbert van den Berg, bibliotheekdirecteur, Gonesh, Michiel van Kempen, Ton Croiset van Uchelen, hoofdbibliothecaris

## Publicaties
- Van Brits-Indisch emigrant tot burger van Suriname: [1873-5 juni-1963]: gedenkboek, uitg. t.g.v. het feit, dat het op 5 juni negentig jaar geleden was dat de eerste Hindoestanen uit het toenmalige Brits-Indië voet op Surinaamse bodem zetten (Eindredactie), Surinaamse Jongeren Vereniging 'Manan', Den Haag 1963.
- De realisering van het mogelijke 1969-1973: een greep uit de prestaties van de Regering-Sedney. (Eindredactie), Kabinet van de Minister-President Suriname, Paramaribo 1973.
- Jagernath Lachmon, een politieke biografie, Uitgeverij Vaco-Press, Paramaribo 1986, ISBN 99914-9504-5.
- The Suriname-Guyanese boundary dispute. Paper submitted to the Conference on Contemporary Trends and Issues in Caribbean International Affairs. May 23-27, 1977, under auspices of the Institute of International Relations, St.Augustine, Trinidad and Tobago.
- Jagernath Lachmon; Verbroederingspolitiek in Suriname, LM Publishers, Utrecht 2015, ISBN 978-94-6022-411-9.
- Het grensgeschil tussen Suriname en Guyana. Beschouwingen over een omstreden territoriale driehoek. 2022, ISBN 9789460229855